# 関口太郎 (漫画家)
関口 太郎（せきぐち たろう、1970年6月22日 - ）は日本の漫画家。和歌山県出身。血液型はO型。1989年12月の『ヤングマガジン海賊版』でデビュー。少年誌や青年誌で活動し、『帝王』以後は小説やテレビ番組などの漫画化作品を手がけることが多い。

## 作品リスト

### 連載
- FISH ON,ON!（『ミスターマガジン』1997年）
- WILD BASEBALLERS（原作：藤沢とおる、『週刊少年マガジン』2003年17号 - 2004年21号）
- Full Spec（『週刊少年マガジン』2005年26号 - 2006年9号）
- 帝王（原作：倉科遼、『ビッグコミックスピリッツ』2006年50号 - 2008年39号）
- 偉大なる、しゅららぼん（原作：万城目学、『ジャンプ改』）
- ヤメゴク〜ヤクザやめて頂きます〜（脚本：櫻井武晴、『ヤングエース』2015年4月号 - 2016年4月号）[3]
- 東京のらぼう（『ヤングエース』2016年7月号[4] - 2017年6月号）
- ゆるさば。（『ヤングマガジンサード』2018年Vol.2[5] - 2020年Vol.7[6]）
- 鹿の王 ユナと約束の旅（原作：上橋菜穂子、翻案：「鹿の王」製作委員会、『ヤングエースUP』2021年7月 - 2022年3月2日[7]）[8]
- 君はスキノサウルス（協力：土屋健、『月刊少年マガジン』2022年2月号[9] - 2023年5月号）
- FIND 警察庁特捜地域潜入班・鳴瀬清花（『カドコミ』2025年3月5日[10] - 連載中）

### 読み切り
- GET SPORTS 坂本勇人物語（原作：テレビ朝日、構成：伊藤滋之・宮崎遊、『週刊少年マガジン』2009年18号）[11] - 『GET SPORTS 知られざる挫折と栄光』に収録。
- GET SPORTS 遠藤保仁物語（原作：テレビ朝日、構成：伊藤滋之・岡光徳、『週刊少年マガジン』2009年27号） - 『GET SPORTS 知られざる挫折と栄光』に収録。
- GET SPORTS 上野由岐子物語（原作：テレビ朝日、構成：伊藤滋之・長田誠、『週刊少年マガジン』2009年35号） - 『GET SPORTS 知られざる挫折と栄光』に収録。
- GET SPORTS 安藤美姫物語（原作：テレビ朝日、構成：伊藤滋之・片山淳、『週刊少年マガジン』2009年50号）[12] - 『GET SPORTS 知られざる挫折と栄光』に収録。
- GET SPORTS 城島健司物語（原作：テレビ朝日、構成：伊藤滋之・岡光徳、『週刊少年マガジン』2010年12号）[13][14] - 『GET SPORTS 知られざる挫折と栄光』に収録。
- GET SPORTS 田中将大物語（原作：テレビ朝日、構成：伊藤滋之・加藤暁史、『週刊少年マガジン』2010年36・37合併号）[15]

### 書籍
- 『FISH ON,ON!』、講談社〈ミスターマガジンKC〉1997年、全2巻
- 『WILD BASEBALLERS』、原作：藤沢とおる、講談社〈講談社コミックス〉2003年 - 2004年、全6巻
- 『フルスペック』、講談社〈講談社コミックス〉2005年 - 2006年、全4巻
- 『帝王』、原作：倉科遼、小学館〈ビッグコミックス〉2007年 - 2008年、全8巻
- 『偉大なる、しゅららぼん』、原作：万城目学、集英社〈ヤングジャンプ コミックス〉2012年 - 2014年、全4巻
- 『GET SPORTS 知られざる挫折と栄光』、協力：テレビ朝日、講談社〈講談社コミックス〉2010年、全1巻
- 『ヤメゴク〜ヤクザやめて頂きます〜』、脚本：櫻井武晴、KADOKAWA〈角川コミックス・エース〉2015年 - 2016年、全3巻
- 『東京のらぼう』、KADOKAWA〈角川コミックス・エース〉2016年 - 2017年、全2巻
- 『ゆるさば。』、講談社〈ヤンマガKC〉2018年 - 2020年、全5巻
- 『鹿の王 ユナと約束の旅』、原作：上橋菜穂子、翻案：「鹿の王」製作委員会、KADOKAWA〈角川コミックス・エース〉2021年 - 2022年、全2巻
- 『君はスキノサウルス』、協力：土屋健、講談社〈講談社コミックス〉2022年 - 2023年、全3巻
- 『群青のストレンジャー』、少年画報社〈YKコミックス〉2024年 - 2025年、全2巻
- 『FIND 警察庁特捜地域潜入班・鳴瀬清花』、KADOKAWA〈カドコミ〉2025年 - 、既刊1巻（2025年8月6日現在）
  - （上巻）2025年8月6日発売[16][17]、ISBN 978-4-04-811587-2

## 師匠
- 高橋しん

## アシスタント
- 安田剛士
- 高岡永生
- 佐野隆